# Аруата, Рени
Рени Аруата ((фр. Rainui Aroita); род. 25 января 1994, Таити, Заморские владения Франции) — таитянский футболист, защитник клуба «Тамарии Фааа» и сборной Таити.

## Клубная карьера
Аруата свою молодёжную карьеру провёл в «Аруэ». В 2011 году начал профессиональную карьеру в составе клуба Лиги 1 «Тамарии Фааа». В июне 2013 года был на просмотре в бразильской команде «Америка Минейро».

## Международная карьера
Дебют за национальную сборную Таити состоялся 26 марта 2013 года в квалификационном матче на чемпионат мира 2014 против сборной Новой Каледонии. Был включён в составы на Кубок конфедераций 2013 в Бразилии и Кубок наций ОФК 2016 в Папуа — Новой Гвинеи.